# بيث هايز
بيث هايز (بالإنجليزية: Beth Hayes)‏ هي اقتصادية أمريكية، ولدت في 27 مايو 1955، وتوفيت في 3 يونيو 1984.